# Țigănuș

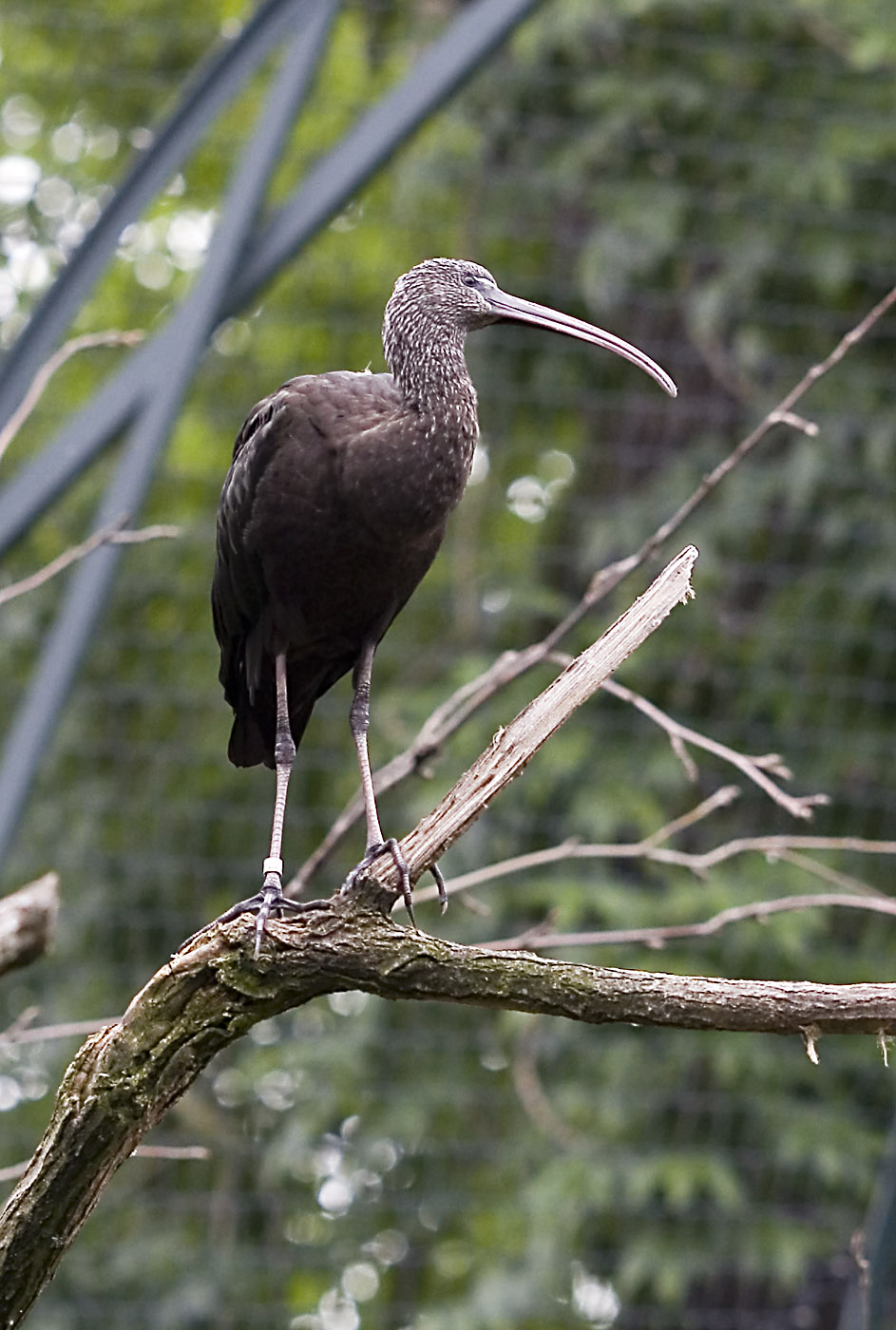
Țigănușul

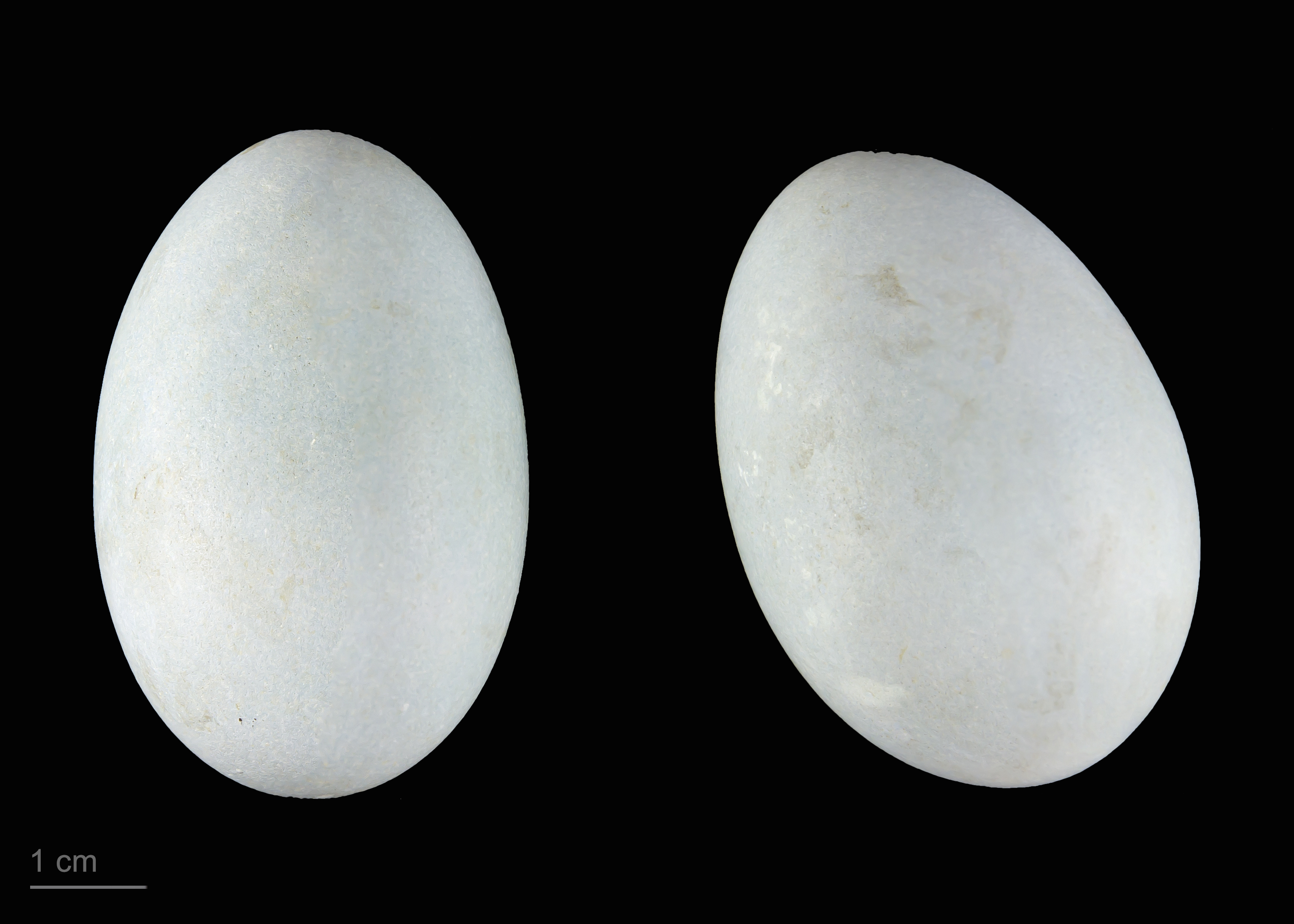
Plegadis falcinellus - MHNT

Țigănușul (Plegadis falcinellus) este o pasăre migratoare, singura reprezentantă a genului Plegadis.

## Răspândire
Țigănușul este răspândit în regiunile de țărm sau luncă din zonele calde din sudul Europei, Africa, Asia, Australia și în zona caraibiană și atlantică a continentului America.
În România este oaspete de vară în delta Dunării și în restrânse locuri din estul țării. 

## Descriere
Țigănușul este o pasăre de 55-65 cm cu o anvergură a aripilor deschise de 88-105 cm, cu gâtul și picioarele lungi și subțiri. Coloritul penajului este de la negru la maro cu reflexii verzui mai ales la aripi. Pliscul este lung și curbat. 

## Obiceiuri
Țigănușul clocește în luna mai între 3 și 6 ouă. Ouăle sunt de culoare albăstrui-cenușii. Perioada de incubație la țigănuși este de 3-4 săptămâni. Țigănușul își face cuibul în copaci sau arbuști în colonii, uneori mixte împreună cu stârcii. 
Țigănușii se hrănesc cu pești mici, broaște, insecte, viermi, moluște, etc.